# Fiction en temps réel
Dans une œuvre de fiction en temps réel, l'action se déroule au même rythme et dans la même unité de temps pour les protagonistes et pour les spectateurs.
Parmi les plus célèbres films et séries télévisées en temps réel, on peut citer :
- 1948 : La Corde (The Rope) d'Alfred Hitchcock qui a en plus la particularité d'être apparemment constitué d'un seul plan-séquence. (en fait, le film se compose de onze plans-séquences habilement raccordés). À l'origine, The Rope est une pièce de théâtre.
- 1952 : Le train sifflera trois fois (High Noon) de Fred Zinnemann
- 1962 : Cléo de 5 à 7 de Agnès Varda.
- 1995 : Meurtre en suspens (Nick of Time) de John Badham.
- 2000 : Time Code (Timecode) de Mike Figgis, combine les techniques de fiction en temps réel et de split screen, quatre points de vue simultanés présentent les destins croisés d'un certain nombre de personnages en rapport les uns avec les autres.
- 2001 : 24 heures chrono (24), série télévisée dont chaque saison relate une journée de l'agent Jack Bauer, l'illusion du temps réel n'étant parfaite que quand chaque épisode, d'une durée de 40 minutes, est coupé par 20 minutes de publicité comme c'est le cas lors de la diffusion aux États-Unis.
- 2002 : L'Arche russe, film en plan-séquence de Alexandre Sokourov.
- 2003 : Phone Game (Phone Booth) de Joel Schumacher.
- 2005 : The Circle, film en plan-séquence de Yuri Zeltser.
- 2005 : Tiempo real de Fabrizio Prada. Film mexicain tourné en vidéo et en un plan séquence. Sorti le 28 décembre 2005 dans une seule salle parisienne.
- 2006 : 16 blocs de Richard Donner
- 2010 : Buried de Rodrigo Cortés. Film espagnol où un camionneur américain travaillant en Irak se réveille dans un cercueil enterré sous terre, avec comme seuls objets un téléphone portable, un briquet et un couteau.
- 2011 : Carnage de Roman Polanski
- 2015 : Skam de Julie Andem. Série norvégienne où des extraits vidéos, des captures d'écrans de messages (SMS et Messenger) et des photos Instagram sont publiés au moment où les évènements se produissent, sur skam.p3.no (site officiel de la série). De même pour ses versions localisées, dont Skam France/Belgique.
- 2015 : Victoria, de Sebastian Schipper, thriller tourné à Berlin en un seul plan-séquence de 2 heures et 16 minutes
- 2025 : Vol à haut risque, de Mel Gibson, thriller qui se déroule le temps d'un vol entre Bethel et Anchorage, en Alaska.
- 2025 : Warfare, de Ray Mendoza et Alex Garland, film de guerre retraçant le combat de rencontre que Ray Mendoza (coréalisateur du film et ancien membre des U.S. Navy SEAL durant la guerre d'Irak) et son peloton ont vécue le 19 novembre 2006, au lendemain de la bataille de Ramadi.

## Articles et catégories connexes
- Plans-séquences célèbres ou remarquables au cinéma
- Catégorie:Film en un seul plan-séquence
- Catégorie:Film dont l'action se déroule en une journée
- Catégorie:Film en temps réel